# Landwirtschaftliche Wildhaltung

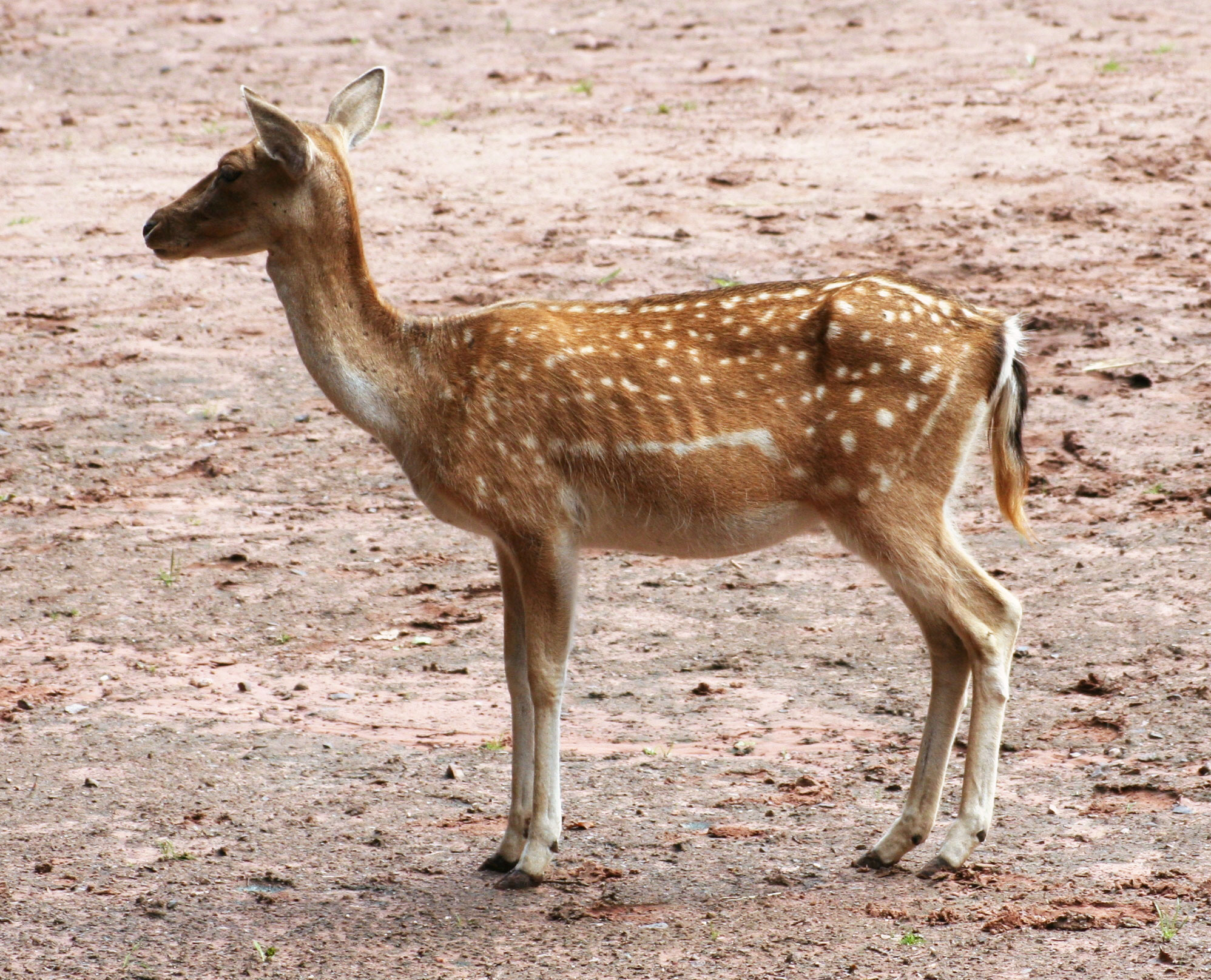
Damtier im Sommerhaarkleid

Die landwirtschaftliche Wildhaltung ist eine extensive Haltung von Wildtierarten wie Damhirsch, Rothirsch, Europäischer Mufflon, Wildschwein und ähnlichen Tierarten in Wildgehegen zur Gewinnung von Wildbret und teilweise auch Basthaut. Eine solche Haltung wird weltweit praktiziert. In Neuseeland hat dieser Wirtschaftszweig eine besonders große wirtschaftliche Bedeutung: Neben Fleisch, das überwiegend nach Westeuropa exportiert wird, wird auch Bast für den Absatz auf asiatischen Märkten gewonnen.

## Geschichte der Hirschparks

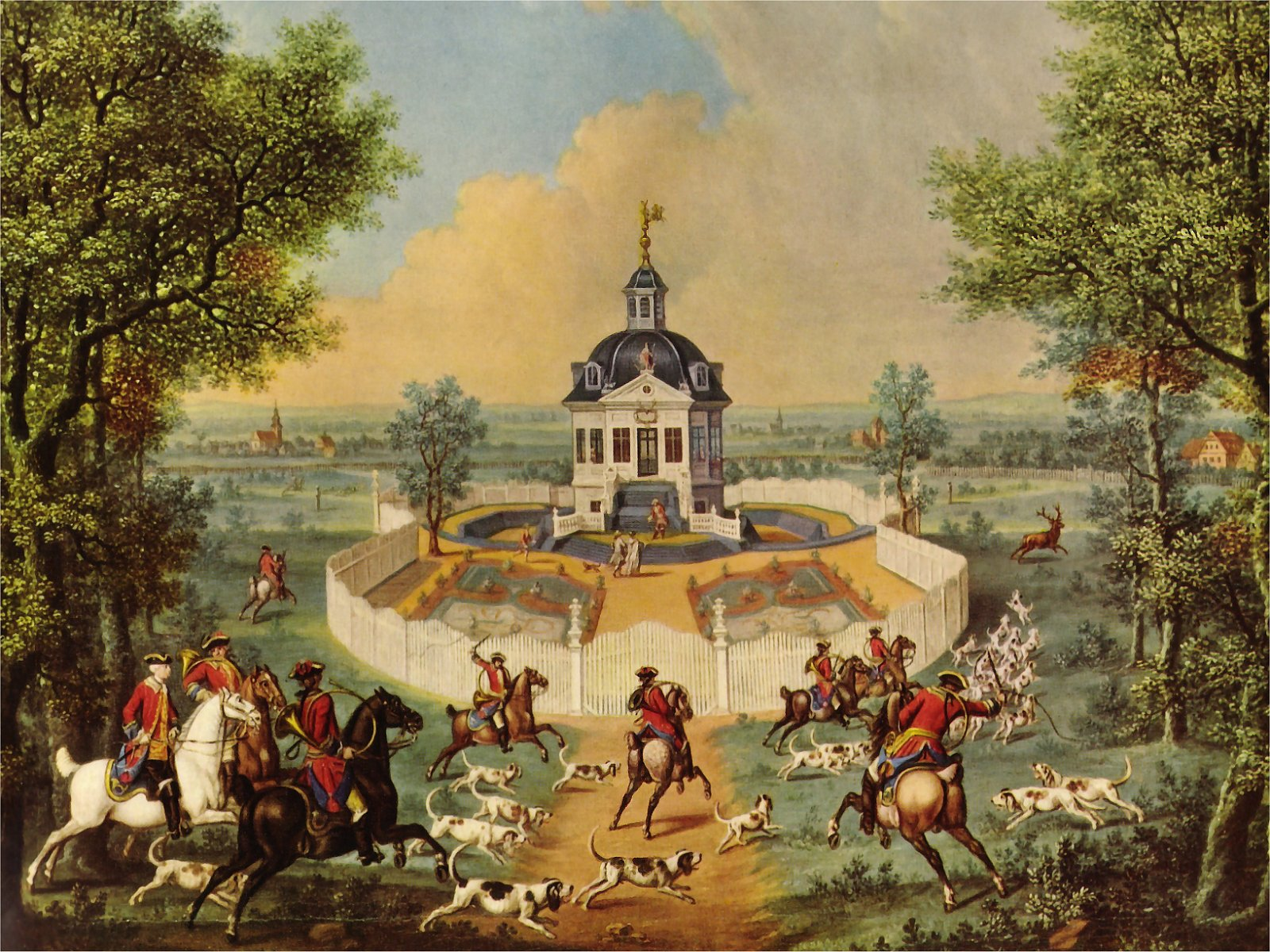
Parforcejagd an der Dianaburg bei Darmstadt, 1768

Der historische Vorläufer der landwirtschaftlichen Wildhaltung ist die Haltung von Wildtieren in großen, weitläufigen Gehegen oder Gattern. Mit dieser Haltung waren nicht nur jederzeit Fleisch für den Verzehr, sondern auch Opfertiere für religiöse Handlungen verfügbar. Bei den Phöniziern war der Damhirsch beispielsweise das bevorzugte Opfertier im Kult um den Gott Baal-Hammon, weil das gefleckte Fell des Damhirsches als Widerspiegelung des Sternenhimmels galt. Bei den Griechen wurden Damhirsche bevorzugt der Göttin Artemis geopfert. Die phönizische und griechische Kolonisation im Mittelmeerraum führte zwischen dem 11. und 6. Jahrhundert v. Chr. dazu, dass der Damhirsch wieder in den Küstenregionen des heutigen Marseille, im Gebiet von Karthago und Spanien eingeführt wurde, in denen der Damhirsch in freier Wildbahn vermutlich ausgestorben war. Wie groß die Rolle des Damwilds im Kult um die römische Göttin Diana war, ist nicht abschließend geklärt. Damhirsche wurden jedoch während der starken Ausdehnung des Imperium Romanums zwischen dem 1. Jahrhundert v. Chr. und dem 3. Jahrhundert n. Chr. im gesamten römischen Herrschaftsbereich eingeführt, wie Knochenfunde aus Ausgrabungen, unter anderem in der Schweiz, Süddeutschland, England und Ungarn, zeigen. Praktiken dieser Art finden sich nicht nur im Mittelmeerraum, sondern für andere Hirscharten beispielsweise auch im alten China.
Im Mittelalter und während der frühen Neuzeit gehörte die Haltung von Wildtieren in Parks zur üblichen Praxis adeliger Haushalte. Die Errichter von Hirschparks gewannen soziales Prestige, weil sie damit über die Möglichkeit einer ritualisierten Jagdausübung verfügten, die Bestandteil adeliger Repräsentation war. Die Haltung von Wildtieren auf großen, eingegatterten Flächen machte erst die, der damaligen Jagdauffassung gemäß wichtigen, hohen und leicht zu erreichenden Strecken auf Prunkjagden möglich. Gleichzeitig war der Hirschpark wesentliche Quelle für die Versorgung der adeligen Tafel. In England beispielsweise war es über viele Jahrhunderte für Haushalte der Oberschicht unüblich, Hirschfleisch zu kaufen. Über drei Jahrhunderte war der Handel mit Wildbret, das vom sogenannten Hochwild stammte, sogar verboten. Das Verschenken von Wildbret oder lebenden Tieren gehörte zur Bildung und Festigung von Beziehungen. Die Bedeutung, die Hirschfleisch bekam, kann man unter anderem daran ermessen, dass Heinrich VIII. um Anne Boleyn nicht nur mit Liebesbriefen, sondern auch mit dem Geschenk von Hirschfleisch warb. Auf die Bedeutung dieser Gatterhaltung weist im deutschsprachigen Raum auch das verhältnismäßig häufige Auftreten von Namen wie Hirschgarten oder Hirschpark in Ortsbezeichnungen hin.

## Die Geschichte der landwirtschaftlichen Wildhaltung

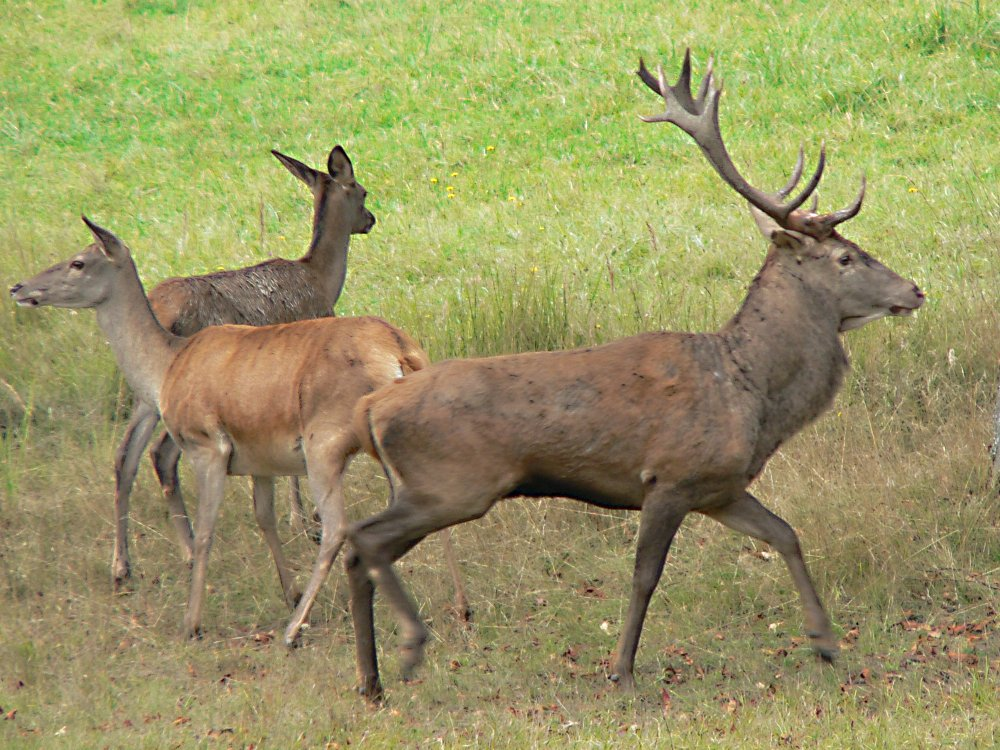
Rothirsche

Zu den ersten Ländern, in denen sich eine landwirtschaftliche Wildhaltung entwickelte, gehörte Neuseeland, wo das sogenannte Hirschfarming bereits 1969 legalisiert wurde. Der Hintergrund, vor dem sich die Einrichtung solcher Hirschfarmen vollzog, waren ökologische Probleme: Verschiedene Hirscharten waren nach der Besiedlung Neuseelands durch europäische Siedler eingeführt worden, wo solche Säugetierarten nicht natürlich vorkamen. Die erste erfolgreiche Einführung von Rothirschen in Neuseeland fand beispielsweise 1854 auf der Südinsel statt, die meisten Auswilderungen von aus Europa eingeführten Tieren erfolgte zwischen 1890 und 1910, die letzte fand 1926 auf der Nordinsel statt. Innerhalb weniger Jahrzehnte wurde allerdings erkannt, dass Rothirsche direkt und indirekt negative Auswirkungen auf die Biodiversität Neuseelands haben. Sie tragen durch ihr Äsungsverhalten zur Erosion von Hängen bei, verändern nachhaltig die Pflanzenstruktur und fördern die Ausbreitung eingeführter Pflanzenarten wie Disteln, Greiskraut und Clematis-Arten. Bereits ab den 1930er Jahren versuchte die neuseeländische Regierung durch Keulen den schnell ansteigenden Rothirschbestand zu senken, allerdings weitgehend ohne Erfolg. Zu einer nachhaltigen Reduktion der Bestandsdichte kam es erst ab den 1960er Jahren, als gleichzeitig zunehmend Vermarktungsmöglichkeiten für neuseeländisches Wildbret entwickelt und durch Einsatz von Helikoptern eine Jagd in bis dahin unzugängliche, aber rotwildreiche Regionen möglich wurde. Der Wildbiologe David Yerex nennt es einen glücklichen Zufall, dass die zunehmende Furcht europäischer Konsumenten vor Arteriosklerose zu diesem Zeitpunkt eine besonders hohe Nachfrage nach magerem Wildfleisch schuf. Die Erschließung von Absatzmärkten in Europa und später auch in Asien machte es für neuseeländische Farmer zunehmend wirtschaftlich interessant, Hirsche in Gattern zu halten. Begründet wurden die neuseeländischen Farmen mit in der Wildnis gefangenen Tieren. Dabei handelte es sich überwiegend um Rothirsche.
Angeregt von den neuseeländischen Vermarktungserfolgen versuchte man sehr bald auch in Großbritannien in ähnlicher Weise Wildfleisch zu erzeugen und zu vermarkten. Während man in Neuseeland versuchte, die Tiere unter einem intensiven Weidemanagement zu halten, ähnlich wie man es von Schafen und Rindern gewöhnt war, zäunte man in Großbritannien solche Gebiete weiträumig ein, in denen Rothirsche natürlich vorkamen und versuchte, sie unter annähernd natürlichen Bedingungen zu halten. Durchgesetzt hat sich das neuseeländische Beispiel.
Die farmartige Haltung von Rothirschen traf in Neuseeland allerdings auch auf Kritik. Die Trophäenjagd auf die eingeführten Hirscharten hatte in Neuseeland eine wirtschaftliche Bedeutung; der Anblick von großen Gruppen von Rothirschen, die selbst in der Nähe vielbefahrener Straßen ruhig wiederkäuend auf ihren Weiden lagen, stieß besonders bei denjenigen auf Ablehnung, die vom Jagdtourismus lebten. Zu Beginn der Etablierung von Hirschfarmen in Neuseeland kam es zu einigen Übergriffen, bei denen das Rotwild von Gegnern dieser Haltung freigesetzt oder Tiere auf ihren Weiden erschossen wurden. Bereits zu Beginn der 1970er Jahre waren jedoch in fast allen Landesteilen Neuseelands Hirschfarmen gegründet. 1973 wurden in Neuseeland spezielle Forschungseinrichtungen etabliert, die sich mit der Haltung von Rothirschen beschäftigten und 1975 die Deer Farmers Association (etwa Vereinigung der Hirschhalter) ins Leben gerufen. Die Bereitschaft neuseeländischer Farmer, sich auf diese Tierart umzustellen, lag in der möglichen, hohen Rendite. Einer 1987 veröffentlichten neuseeländische Publikation ist zu entnehmen, dass für die Erzielung eines Nettoertrags von 100.000 neuseeländischen Dollar auf einer Farm entweder drei Arbeitskräfte 9.000 Schafe auf 1.800 Acre, zwei Arbeitskräfte 2.000 Rinder auf 2.000 Acre oder eine Arbeitskraft 600 Rothirsche auf 200 Acre betreuen müssten.

## Landwirtschaftliche Wildtierhaltung weltweit

### Neuseeland

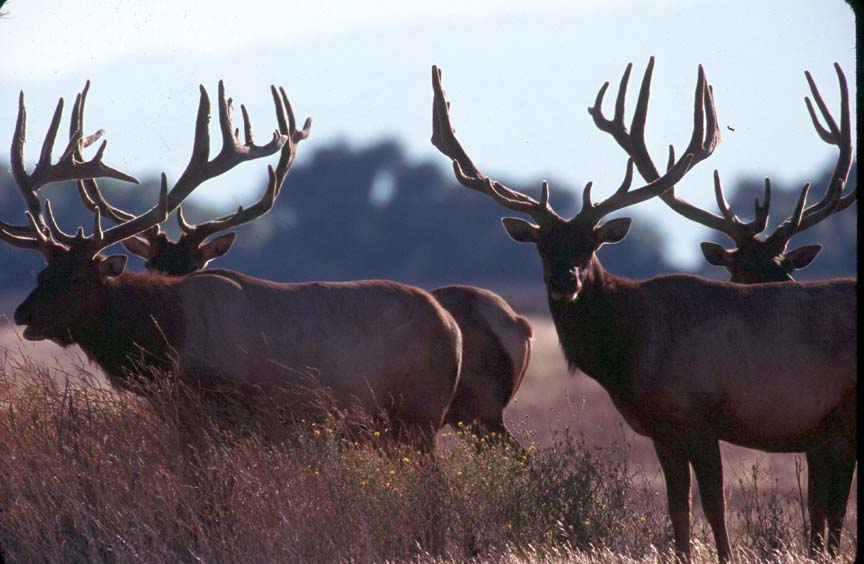
Wapiti

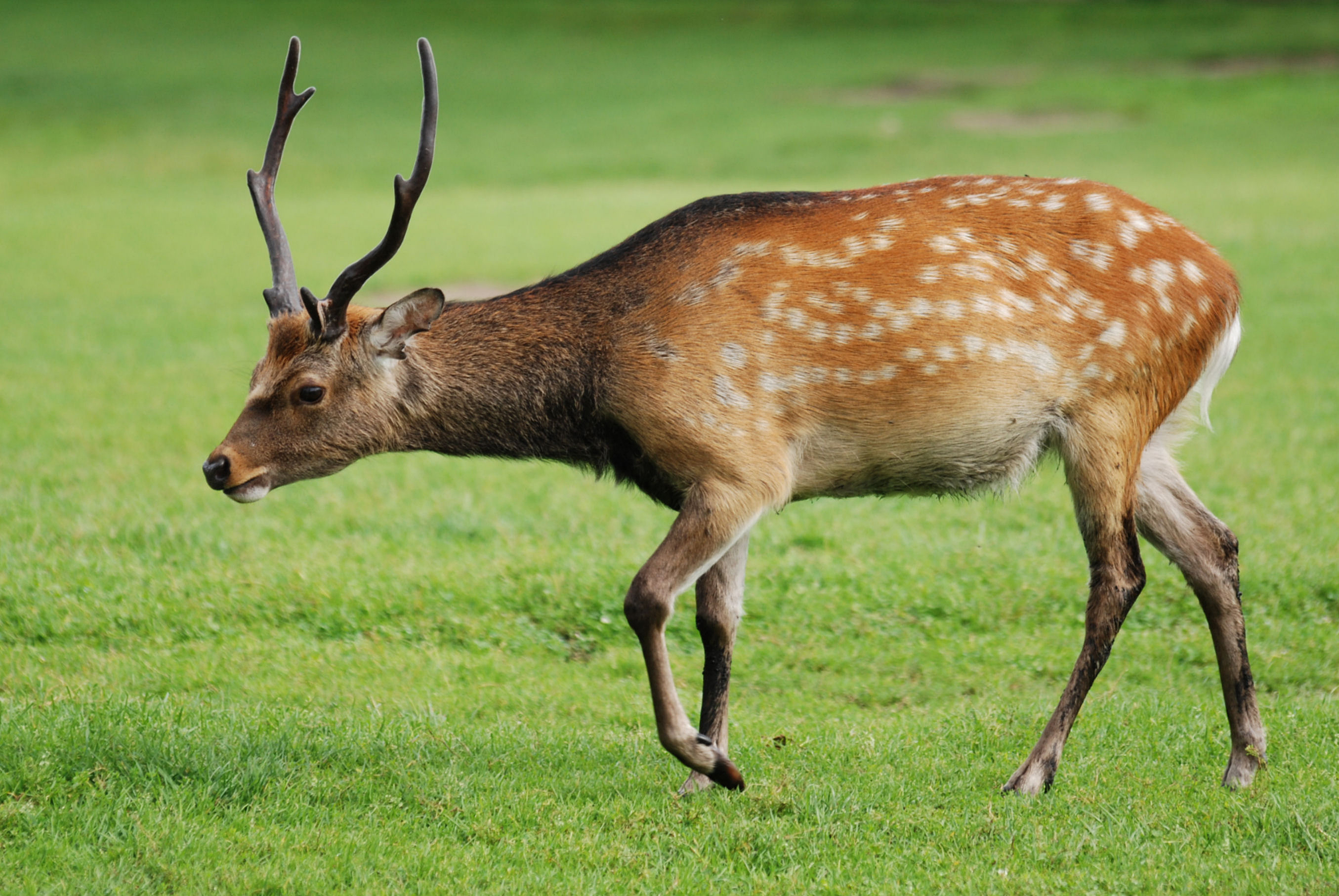
Sikahirsch im Sommerkleid, das Geweih ist noch von Basthaut überzogen

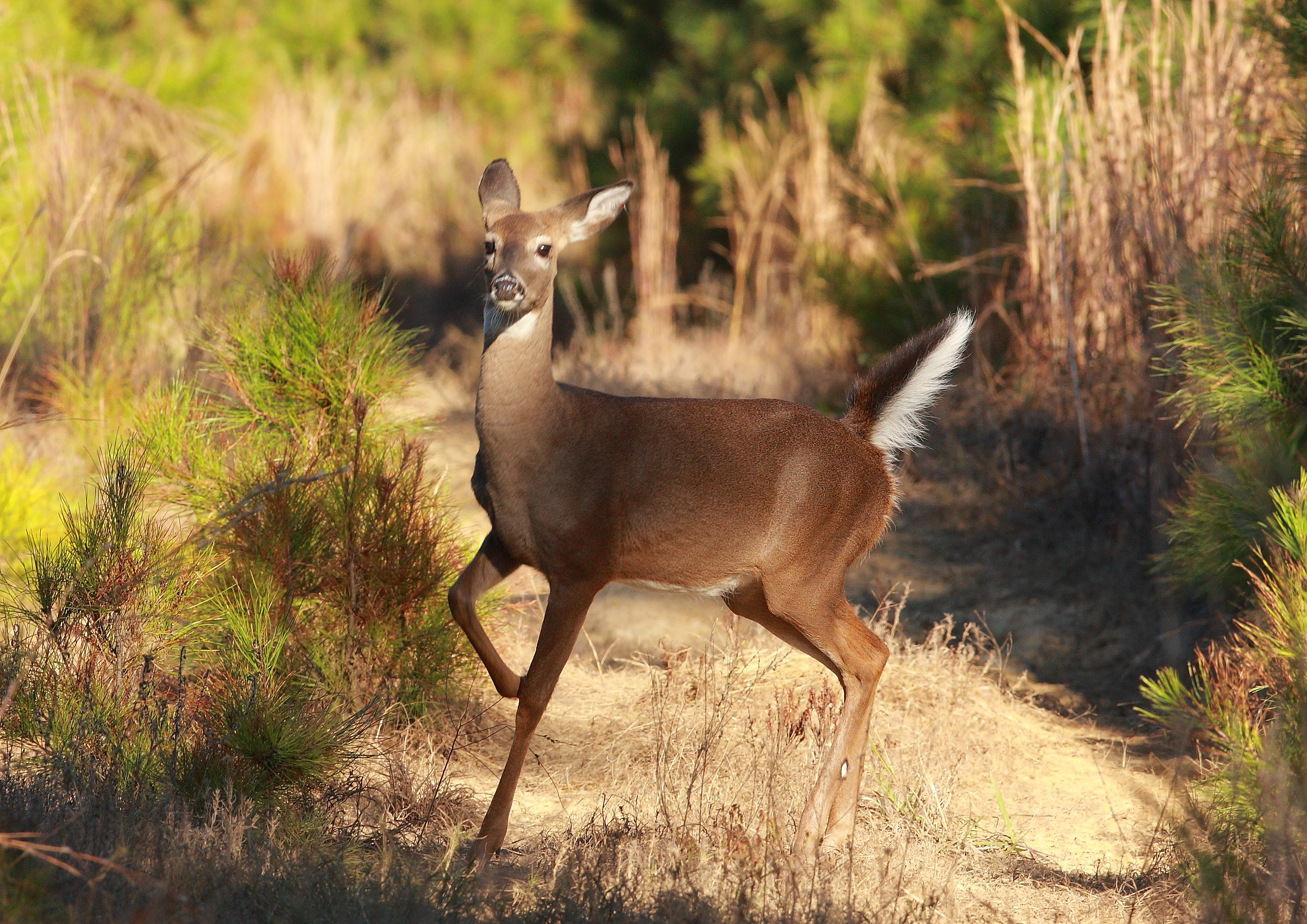
Nordamerikanischer Weißwedelhirsch

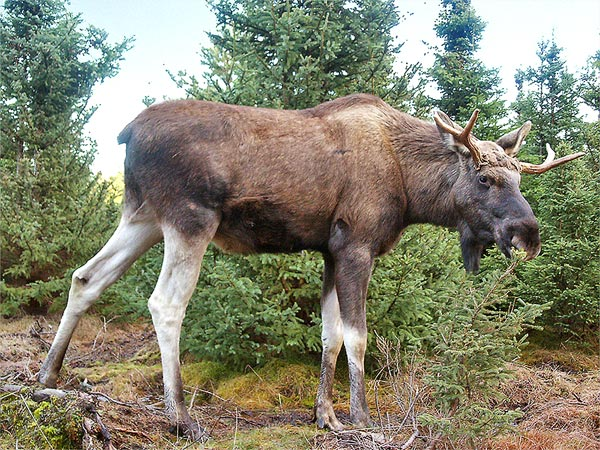
Elch

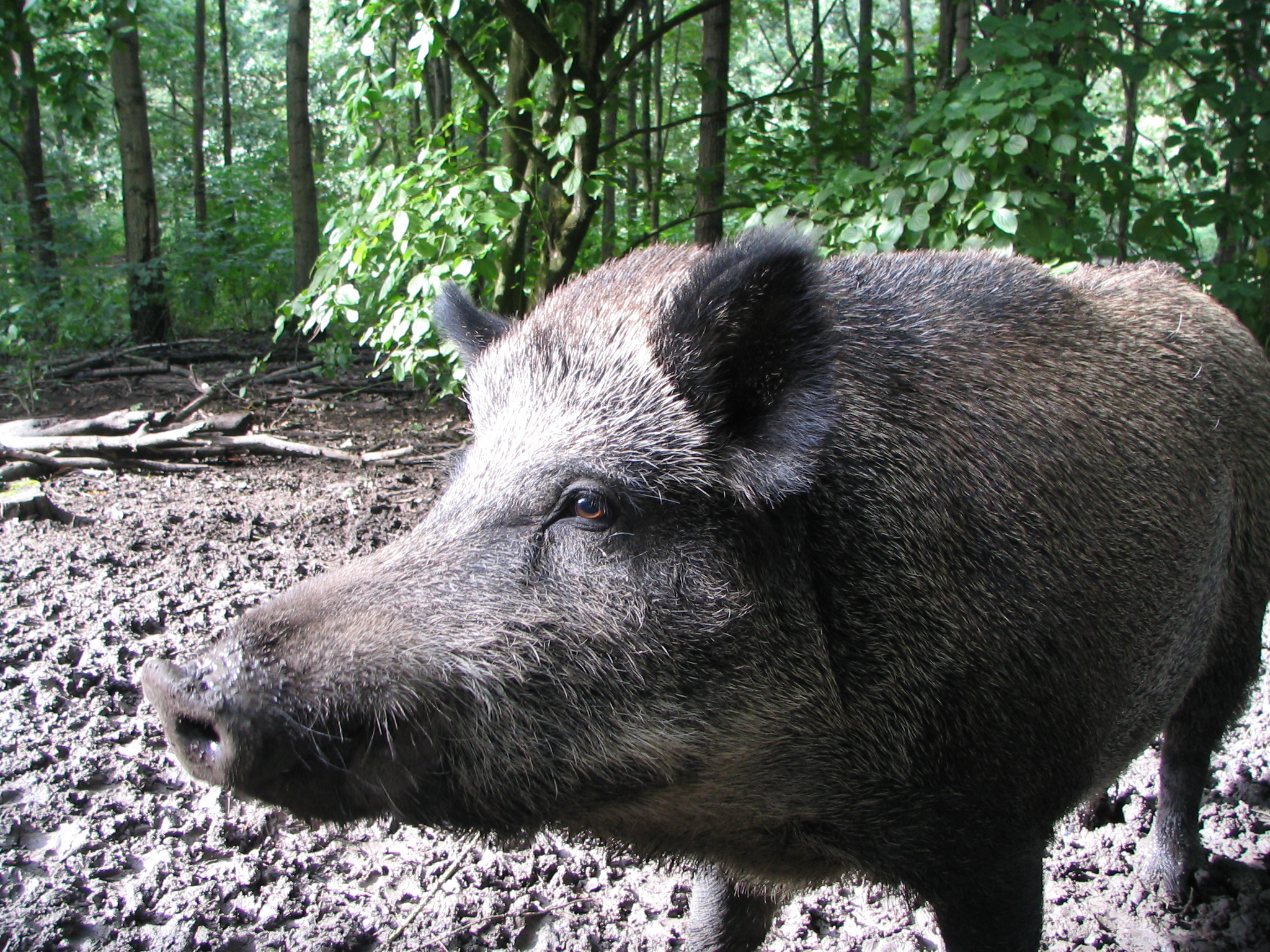
Wildschwein

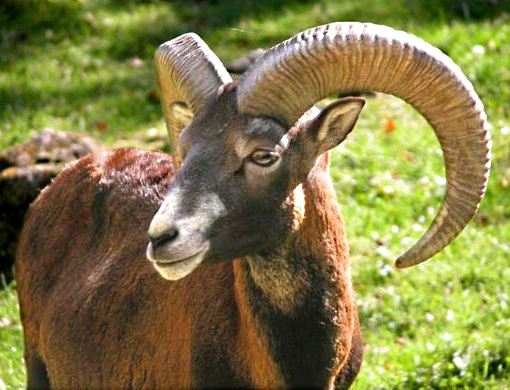
Europäischer Mufflon

Neuseeland ist nach wie vor das Land, in dem die landwirtschaftliche Wildhaltung eine besonders große Rolle spielt. Der Bestand betrug zu Beginn des 21. Jahrhunderts circa 2,2 Millionen Wildtiere. Das entspricht etwa 40 % der weltweit für die landwirtschaftliche Nutzung gehaltenen Wildtiere. Diese setzten sich zu 85 Prozent aus Rothirschen, zu 12 Prozent aus Wapitis und zu 3 Prozent aus Damhirschen zusammen. Die einzelnen Herden sind aus europäischer Sicht sehr groß und umfassen zwischen 500 und 1.000 Stück. Mehr als 90 Prozent des Fleisches wird exportiert, die jährliche Exportmenge entsprach zu Beginn des 21. Jahrhunderts etwa 20.000 Tonnen Wildfleisch. Mehr als 60 Prozent dieses Fleisches wird nach Westeuropa geliefert. Hauptabnehmer ist Deutschland (49 Prozent der jährlichen neuseeländischen Exportmenge), gefolgt von Belgien (8 Prozent), Schweden (7 Prozent) und Frankreich (6 Prozent). Der gleichfalls gewonnene Bast wird in getrockneter Form vor allem nach Korea, Hongkong und zunehmend auch China und Taiwan geliefert. Die jährliche Transportmenge entspricht 120 Tonnen.

### Australien
Die landwirtschaftliche Wildhaltung wird auch in Australien seit Beginn der 1970er Jahre betrieben. In etwa 1.200 Betrieben werden rund 200.000 Zuchttiere gehalten, dabei handelt es sich überwiegend um Dam- und Rothirsche. Schwerpunktziel der landwirtschaftlichen Wildhaltung ist die Produktion von Fleisch. Der anfallende Bast wird wie in Neuseeland nach Asien exportiert.

### Nordamerika
In Nordamerika wurde eine Gatterhaltung von Wildtieren bereits sehr früh von europäischen Siedlern praktiziert. Dabei orientierte man sich an dem europäischen Vorbild, wo die Gatterhaltung der Jagd und dem sozialen Prestige diente. Die landwirtschaftliche Wildhaltung begann wie in Neuseeland bereits in den 1960er Jahren. In den USA wurden zu Beginn des 21. Jahrhunderts zwischen 220.000 und 250.000 Zuchttieren gehalten. Auch hier überwiegen Dam- und Rothirsche. Daneben werden in geringer Zahl auch Elche gehalten. In Kanada gab es zu Beginn des 21. Jahrhunderts etwa 2.400 Farmen mit einem Bestand von 155.000 Zuchttieren. In Kanada spielt vor allem der Elch eine Rolle, daneben werden Rotwild, Weißwedelhirsch, Damwild und in geringer Zahl auch Rentiere gehalten.

### GUS-Staaten
In den GUS-Staaten wurden zu Beginn des 21. Jahrhunderts 400.000 Zuchttiere gehalten. Die häufigsten Wildtierarten sind der Sikahirsch und der Wapiti. Die Haltung erfolgt überwiegend extensiv auf sehr großen Weideflächen mit einer zusätzlichen Fütterung. Im Mittelpunkt der Haltung steht die Bastproduktion, die vor allem auf den koreanischen Markt gerichtet ist.

### China, Korea und Nepal
In China und Korea hat sich in den letzten Jahren ebenfalls eine landwirtschaftliche Wildhaltung entwickelt. Sie wird anders als in den GUS-Staaten sehr intensiv betrieben, das heißt, es gibt sehr hohe Bestandsdichten. Gehalten werden zu etwa 90 Prozent Sikahirsche. Auch hier spielt die Produktion von Bast eine besonders große Rolle.
In China wird außerdem mit der Haltung von Moschustieren experimentiert. Die Substanz der Moschusdrüse dieser Hirscharten wird zur Herstellung von Parfüms und Seifen sowie in der traditionellen Chinesischen Medizin verwendet. Aus einer Drüse lassen sich nur 25 bis 30 Gramm Moschus entnehmen, 1999 wurden 45.000 USD je Kilogramm bezahlt. Inwieweit diese Haltung erfolgreich sein wird, lässt sich derzeit nicht absehen. Berichte über die Haltungserfolge in Shaanxi und Sichuan lassen darauf schließen, dass sich Moschustiere nur sehr schwer soweit domestizieren lassen, dass eine Entnahme des Moschus möglich ist. In Nepal hat man 1996 in der Nähe von Kathmandu ebenfalls begonnen, mit der Haltung dieser Hirsche zu experimentieren.

### Südliches Afrika
Im südlichen Afrika gibt es seit vielen Jahrzehnten Wild- und Jagdreservate, die im privaten Besitz sind. Beide Formen der Privatreservate haben vorwiegend touristische Zielsetzung. Seit einigen Jahren gibt es zusätzlich Versuche, einige Antilopenarten zur Wildfleischerzeugung zu halten. Besonders weit gediehen sind hier Versuche in der Südafrikanischen Republik mit dem Springbock, der in großen Rudeln lebt und der sich auf Grund seines Verhaltens für solche Haltungszwecke besonders eignen würde. Das Fleisch wird sowohl im Erzeugerland als auch in der Europäischen Union vermarktet.

### Europäische Union
In den EU-Staaten ist die Gewinnung und Vermarktung der Basthaut aus tierschutzrechtlichen Bestimmungen nicht möglich, da hierzu den Hirschen die Geweihe abgesägt werden müssen, bevor diese die Geweihe durch Fegen von der Basthaut befreien. Ziel der Haltung ist in erster Linie eine Grünlandnutzung und Fleischgewinnung. Auf dem Gebiet der EU gab es zu Beginn des 21. Jahrhunderts etwa 10.000 Wildgehege, in denen mehr als 410.000 Zuchttiere gehalten wurden. Der Wildtierbestand besteht zu zwei Dritteln aus Damhirschen und etwa einem Drittel Rothirschen. Andere Wildtierarten wie etwa Mufflons und Wildschweine spielen eine geringe Rolle. Die Flächen, auf denen Landwirte Wildtiere halten, sind durchschnittlich 4,6 Hektar groß. Zu den Ländern mit einer bedeutenden Wildhaltung zählen Deutschland, Österreich, Frankreich, Irland und Schweden. In Deutschland, Tschechien, der Slowakei und Ungarn werden Hirscharten auch noch in großen Jagdgattern gehalten.
Deutschland weist rund 6.000 Gatter auf; es wurden zu Beginn des 21. Jahrhunderts rund 112.000 Muttertiere auf 15.000 Hektar gehalten. Das häufigste gehaltene Wild ist der Damhirsch. Auf diese Tierart entfallen rund 90 Prozent der gehaltenen Tiere, bei 4 bis 6 Prozent handelt es sich um Rothirsche. Daneben werden Mufflons und Sikahirsche sowie in geringer Zahl Wildschweine gehalten. Von den rund 6.000 Gattern befinden sich 2.324 in Bayern, gefolgt von rund 300 Gattern in Baden-Württemberg. Die Wildtierhaltung hat in den letzten Jahrzehnten zugenommen; zahlreiche Betriebe sind vor allem in den neuen Bundesländern gegründet worden. Grund dafür ist freiwerdendes Grünland durch sinkende Viehbestände. Geschätzt wird, dass in den neuen Bundesländern 20 bis 22 Prozent des Grünlandes nicht mehr für die Futterbereitstellung für Vieh benötigt werden. Diese Grünflächen stehen einer alternativen landwirtschaftlichen Bewirtschaftung zur Verfügung. Zu Beginn des 21. Jahrhunderts wurden in Deutschland jährlich 1.500 Tonnen Wildfleisch aus Gattern auf den Markt gebracht. Weitere 30.000 Tonnen stammen aus der Jagd. Der Selbstversorgungsgrad an Wildfleisch liegt in Deutschland bei etwa 60 Prozent. Der verbleibende Rest wird aus Neuseeland und osteuropäischen Ländern importiert.

## Gesetzliche Bestimmungen
In allen Ländern unterliegt die landwirtschaftliche Wildhaltung gesonderten rechtlichen Bestimmungen. Diese unterscheiden sich je nach Land und zum Teil auch Bundesland. In den westeuropäischen Ländern regeln die Bestimmungen gewöhnlich, dass durch Wildgehege der Lebensraum von anderen Tierarten außerhalb des Geheges nicht unangemessen eingeschränkt wird, dass die Jagdausübung nicht wesentlich eingeschränkt ist, dass kein Wild aus den Gattern entweichen kann und weder das Landschaftsbild noch der Naturhaushalt wesentlich beeinflusst werden. Darüber hinaus muss die Haltung der Tiere tierschutzrechtlichen Anforderungen genügen und Belange des Artenschutzes dürfen nicht berührt werden.
In Deutschland regeln das Bundesnaturschutzgesetz und das Tierschutzgesetz im Wesentlichen die Haltemöglichkeiten. Das im Gehege gehaltene Wild unterliegt außerdem dem Tierseuchengesetz. Grundsätzlich ist der Betrieb genehmigungspflichtig. Da die gehaltenen Hegetiere durch einen Schuss mit einer Waffe getötet werden müssen und kein Bolzenschussgerät zum Einsatz kommen darf, findet auch das Waffen- bzw. Jagdgesetz Anwendung. Wie alle Tiere, deren Fleisch zum Verzehr für Menschen bestimmt ist, unterliegt auch Gehegewild dem Fleischhygienegesetz und dem Tierarzneimittelrecht, die landwirtschaftliche Direktvermarktung fällt außerdem unter die Lebensmittelhygiene- und die Lebensmittelkennzeichnungsverordnung.

## Tierarten
Nicht alle Tierarten sind für eine Haltung in Gattern geeignet. Das Reh beispielsweise ist auf Grund seines Territorialverhaltens und der damit einhergehenden innerartlichen Unverträglichkeit für eine Gatterhaltung nur sehr eingeschränkt geeignet. Sein Raumbedarf ist so hoch, dass die Haltung wirtschaftlich uninteressant ist. Gehalten werden dagegen Tierarten, die auch in freier Wildbahn überwiegend in Rudeln leben und die sich daher auf verhältnismäßig kleinen Raum halten lassen. Dies trifft auf eine Reihe von Hirschen, den Europäischen Mufflon und das Wildschwein zu. Vom Wildschwein abgesehen handelt es sich dabei ausschließlich um Wiederkäuer.
Im Folgenden sind einige für die landwirtschaftliche Wildhaltung wesentliche Tierarten genannt:

### Damhirsch

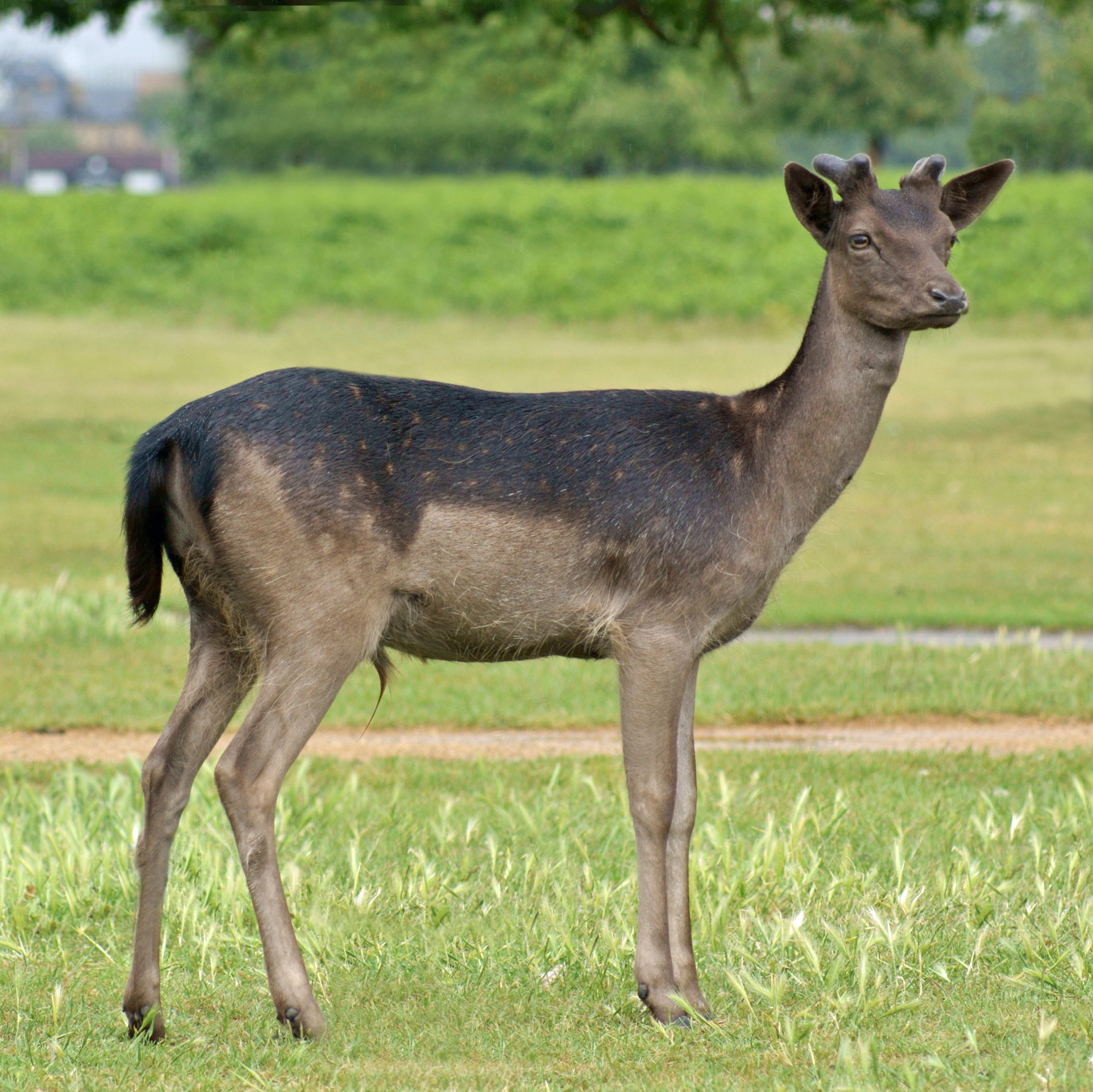
Schwarzer Damhirsch, dessen Geweih sich gerade entwickelt

Damhirsche wurden bereits sehr früh in Jagdgattern beziehungsweise Hirschparks gehalten. Im Vergleich zu anderen wildlebenden Huftieren kommen beim Damhirsch Farbvariationen verhältnismäßig häufig vor. Dieses häufige Auftreten ist vermutlich auf die jahrhundertelange, halbdomestizierte Haltung in Hirschparks zurückzuführen.
Der Damhirsch ist in Europa die wichtigste Tierart der landwirtschaftlichen Gehegehaltung. Damwild wird in der landwirtschaftlichen Wildhaltung geschätzt, weil es als wenig empfindlich gegenüber Störungen sowie anpassungsfähiger und stärker belastbar als andere Wildarten gilt. Es zeigt, verglichen mit Rotwild, Sikawild oder gar dem Reh ein deutlich geringeres Ausmaß sozialer Aggression und toleriert eine enge Gehegehaltung. Es wird als ein intermediärer Äsungstyp eingestuft, der eine Tendenz zum Grasfresser zeigt. Entsprechend diesem Verhalten ist die Bandbreite der aufgenommenen Pflanzen sehr groß, vermeidet lediglich sehr faserreiche und verholzte Pflanzen. Damit ist der Damhirsch besonders gut für eine extensive Grünlandnutzung geeignet. Je nach Standort und Lebensalter variiert sein Gewicht zwischen 30 und 100 Kilogramm. Bei den meisten Schlachttieren handelt es sich um Damspießer, das heißt, männliche Tiere im zweiten Lebensjahr. In Gattern mit einem ausgewogenen Geschlechterverhältnis werden außerdem noch einige Schmaltiere und Kälber sowie einige ältere Damtiere und vereinzelt Hirsche getötet und vermarktet. Damtiere werden in der Regel nicht länger als vier oder fünf Jahre gehalten, bevor sie geschlachtet werden.
Obwohl ihr Wildbret dem des Rothirsches überlegen gilt, wird Damwild in Neuseeland dagegen seltener als Rothirsche gehalten. Ihr Bast hat einen geringeren Wert als der von Rothirschen, sie sind flüchtiger als diese, anfälliger für Ekzeme und die Schlachtkosten sind im Verhältnis zur Fleischausbeute höher. Zu Beginn des 21. Jahrhunderts wurden jährlich in Neuseeland etwa 8.000 Tiere geschlachtet, das entspricht etwa einem Prozent des jährlichen Wildfleischexports Neuseelands.

### Rothirsch

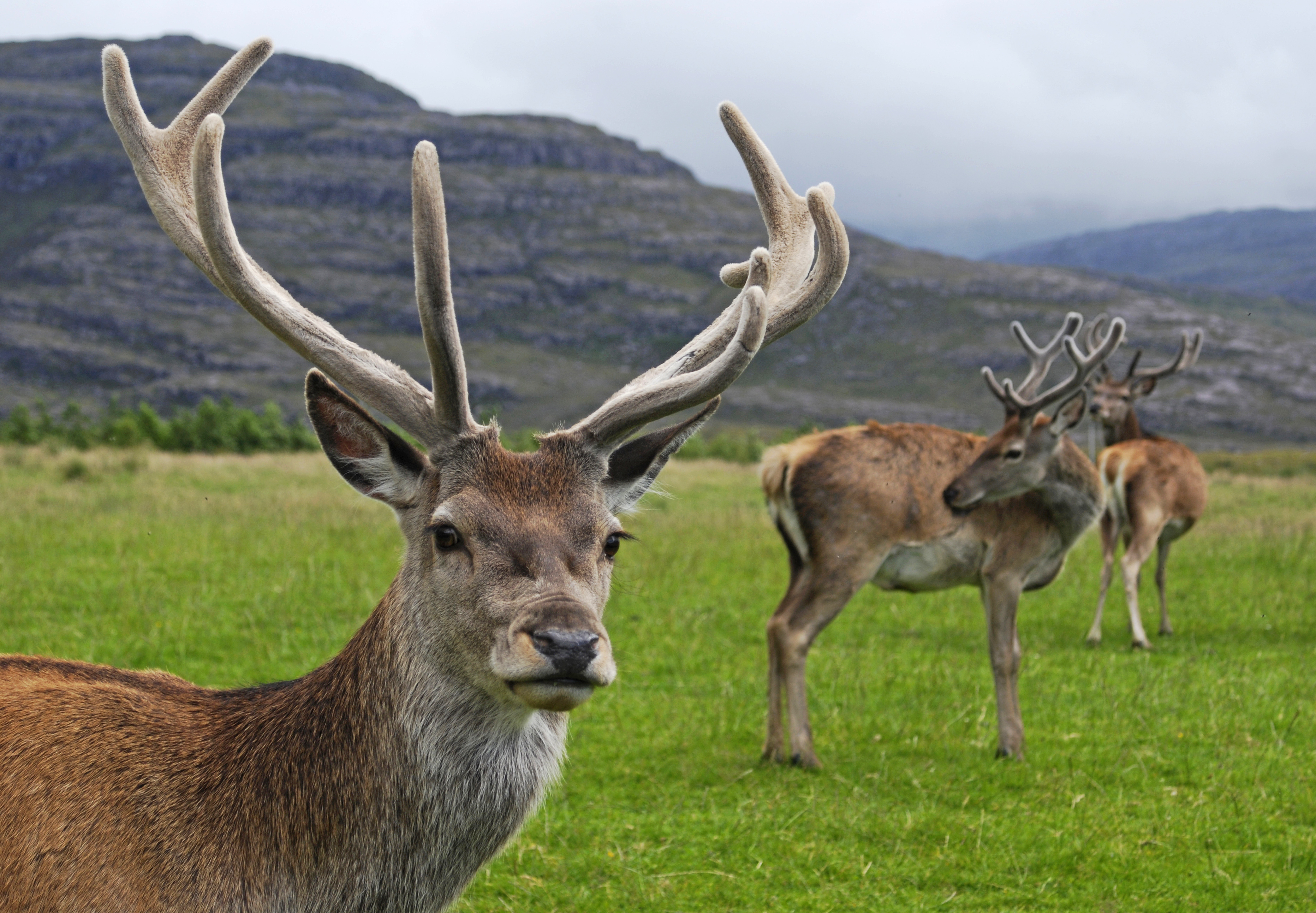
Rothirsche noch im Bast

Der Rothirsch spielt in Europa bei der landwirtschaftlichen Wildhaltung nur eine geringe Rolle. In Deutschland werden etwa 8.000 Rothirsche in Gattern gehalten, die der landwirtschaftlichen Wildhaltung zuzurechnen sind. Wesentliche Gründe für die vergleichsweise seltene Haltung sind die im Vergleich zu Damhirschen und Muffelwild höhere innerartliche Aggressivität und Intoleranz, die einen höheren Raumbedarf in der Gatterhaltung bedeutet. Pro Tier müssen mindestens 2.000 Quadratmeter Grünland zur Verfügung stehen, sodass zu mindestens 250 Quadratmeter je Tier unterkoppelt werden kann. Die Mindestgröße für eine Gatterhaltung sind zwei Hektar, auf denen ein Hirsch und vier Hirschkühe gehalten werden können. Es sollten mindestens zwei Koppeln mit je einem Hektar vorgesehen sein. Als Größe, ab der eine Bewirtschaftung erst sinnvoll wird, gelten jedoch mindestens 6 Hektar Gatterfläche, die zweckmäßigerweise in drei bis vier Koppeln unterteilt sind. Der hohe Raumbedarf des Rothirsches wird häufig auch nicht dadurch kompensiert, dass der Arbeitsaufwand und die Schlachtkosten je Tier nicht wesentlich höher sind als beim Damhirsch, die Fleischausbeute beim Rothirsch jedoch erheblich höher ist. Die Gewinnung von Basthaut, die in Neuseeland ein wesentlicher Grund für die Haltung von Rothirschen ist, wird in Mitteleuropa nicht praktiziert. Die dafür notwendige Geweihamputation darf nur vorgenommen werden, wenn es dafür tiermedizinische Gründe gibt.
In Neuseeland ist der Rothirsch nach wie vor die wichtigste Wildart in der landwirtschaftlichen Wildhaltung. Er wird gelegentlich auch mit anderen Hirscharten wie dem etwas größeren Wapiti oder dem Sikahirsch gekreuzt. Die Vermarktung der Basthaut spielt bei der neuseeländischen Haltung eine große Rolle. Im Jahr 2000 exportierte Neuseeland Bast für rund 28 Millionen Neuseeländische Dollar (NZD). Zeitweise wurden bis zu 200 NZD pro Kilogramm Bast gezahlt und vom Geweih eines gut entwickelten Hirsches kann bis zu 10 Kilogramm Bast gewonnen werden. Die Weiterverarbeitung und Vermarktung von Basthaut ist heute überwiegend in der Hand von Neuseeländern koreanischer Abstammung. Auch wenn der Wert von Bast Schwankungen unterliegt, ist der Gegenwert der gewonnenen Basthaut größer als der Wert des gewonnenen Wildfleisches. In Asien wird der Bast in traditionellen Medikamenten und Mitteln verarbeitet, die der männlichen Potenzsteigerung dienen sollen.
In Neuseeland wurden und werden große Anstrengungen unternommen, besonders kapitale (geweihstarke) Rothirsche zu züchten. Dazu wurden unter anderem Rothirsche aus Europa importiert. Im Jahr 2000 wurden 104.000 NZD für einen besonders gut veranlagten zweijährigen Rothirsch gezahlt, der aus einer britischen Parkhaltung stammte. Für die künstliche Besamung von Hirschkühen mit dem Samen besonders gut veranlagter Hirsche wurden Preise zwischen 150 und 400 NZD gezahlt.

### Muffelwild

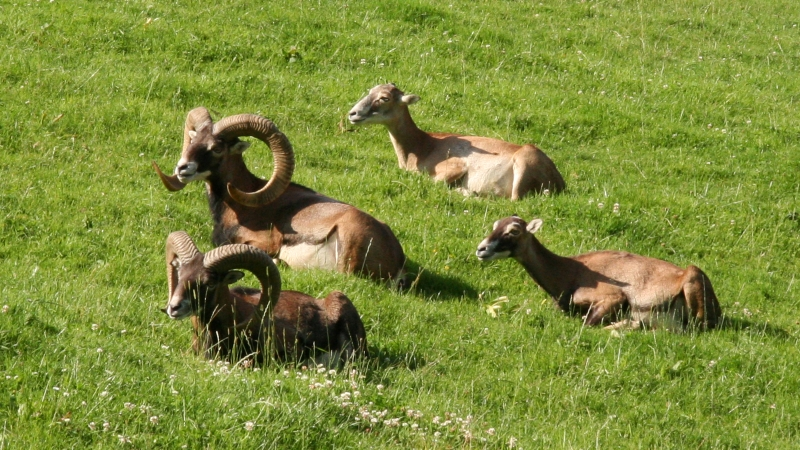
Zwei Widder und zwei Schafe

Der Europäische Mufflon ist eine Wildschafart, die im mitteleuropäischen Raum im 19. und 20. Jahrhundert eingebürgert wurde. Vor allem zu Beginn des 20. Jahrhunderts wurden in Mitteleuropa zahlreiche Populationen als Park- und Jagdwild begründet. Eingeführt wurden Tiere aus Korsika und Sardinien, wo sie in offenen Gebirgslandschaften auf steinigen, trockenen Böden leben. In Mitteleuropa eingebürgert, leben sie in Laub- und Mischwaldgebieten sowohl im Flachland als auch in den Mittelgebirgen, wobei trockene und steinige Böden bevorzugt werden. Bei ungünstigen feuchten Bodenverhältnissen kann es leicht zu Schalenerkrankungen (Moderhinke) kommen, die auch zum Tode führen können.
In Deutschland werden sowohl reine Europäische Mufflons als auch Kreuzungen mit ursprünglichen Hausschafarten wie beispielsweise Heidschnucken gehalten. Das Fleisch dieser Kreuzungen wird meist als Wildlamm vermarktet. Die Halteform entspricht der Koppelschafhaltung. Die verfügbare Grünfläche wird in mehrere Koppeln unterteilt und die Mufflons abwechselnd in einer der Koppeln gehalten. Mufflons können sehr hoch springen. Die Höhe der Zäune, die solche Grünflächen umgeben, muss mindestens 1,80 Meter betragen.

### Wildschwein

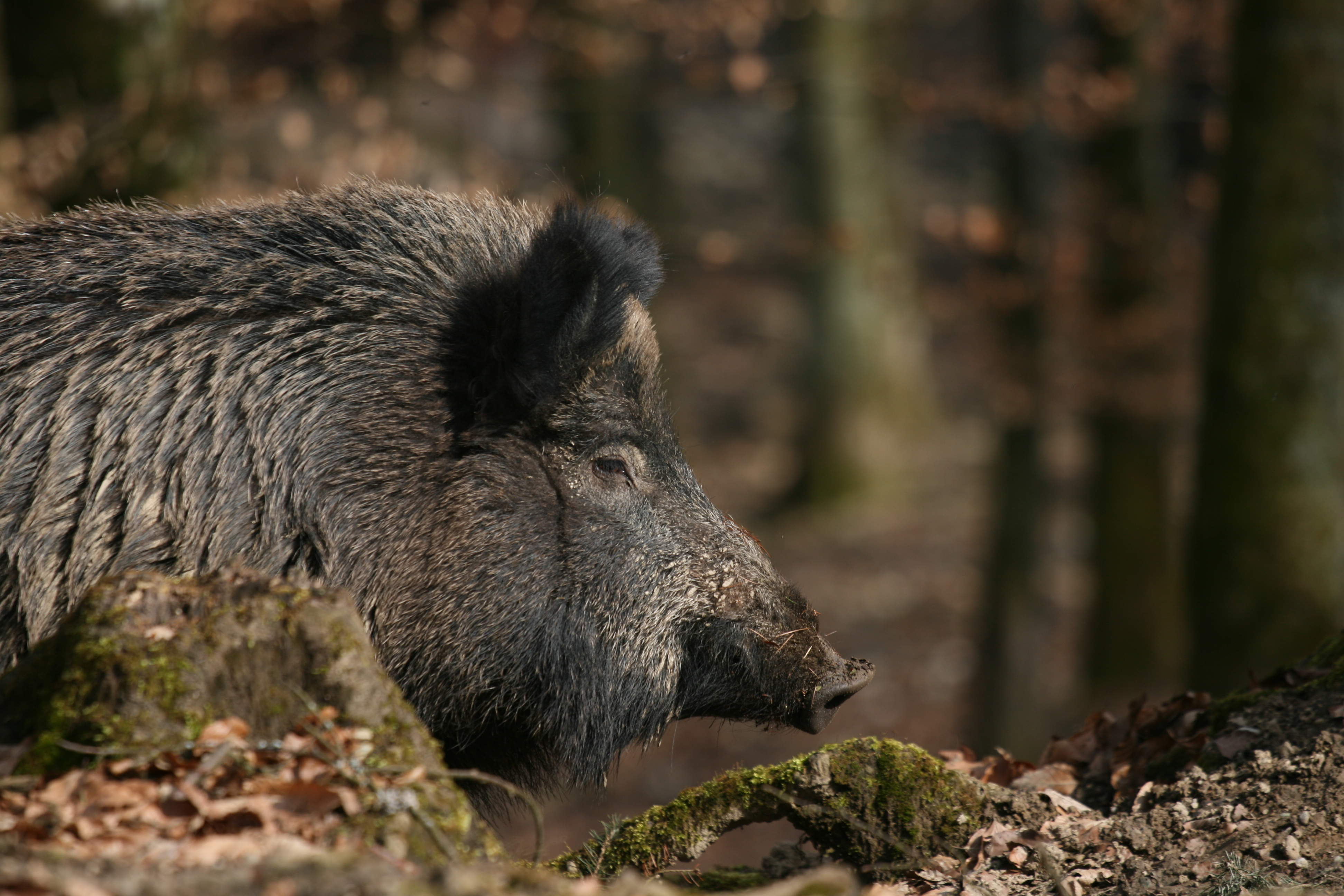
Wildschwein

Das Wildschwein ist in der landwirtschaftlichen Wildhaltung die einzige bedeutende Tierart, die zu den Nichtwiederkäuern zählt. Verglichen mit Dam- und Rotwild ist die Haltung jedoch vergleichsweise selten. Wildschweine sind in freier Wildbahn häufig anzutreffen und werden stark bejagt. Der wirtschaftliche Anreiz liegt in der terminlich exakten Verfügbarkeit des einzelnen Stücks. Anders als bei Rot- und Damwild, wo bevorzugt Teilstücke bis hin zu Teilfertig- und Fertigprodukten vermarktet werden, wird häufig das komplette Tier in der Vermarktung verkauft.
Die Rahmenbedingungen für die Gatterhaltung von Wildschweinen sind anspruchsvoll. Unter anderem muss der Halter sicherstellen, dass die Einfriedung des Gatters so beschaffen ist, dass kein Schwein entlaufen kann und gleichzeitig kein Kontakt mit wildlebenden Wildschweinen möglich ist. Dazu muss ein doppelter Zaun errichtet werden und zwischen den Zäunen ein Mindestabstand von zwei Metern gegeben sein. Die Zäune müssen außerdem so errichtet werden, dass sie von den gehaltenen Wildschweinen weder untergraben noch hochgedrückt werden können. Gleichzeitig muss er so feinmaschig sein, dass auch Frischlinge nicht hindurchkriechen können. Um diesen Anforderungen zu genügen, wird gelegentlich eine Gatterhaltung innerhalb bereits gegebener großer Wildgatter mit Dam- und Rotwild praktiziert. Die Gatter selber müssen vielgestaltig sein und Schutz vor Witterungseinflüssen, wie extremer Sonneneinstrahlung und starken Niederschlagsmengen, bieten. Wildschweine benötigen außerdem Suhlen und Bäume, an denen sie sich scheuern können. Die Mindestgatterfläche beträgt pro Tier 2.000 Quadratmeter. Da die Mindestgröße in der Bewirtschaftung aus einem Keiler sowie vier Bachen besteht, muss ein Gatter eine Fläche von mindestens einem Hektar haben.